# Nyugat-washingtoni Egyetem

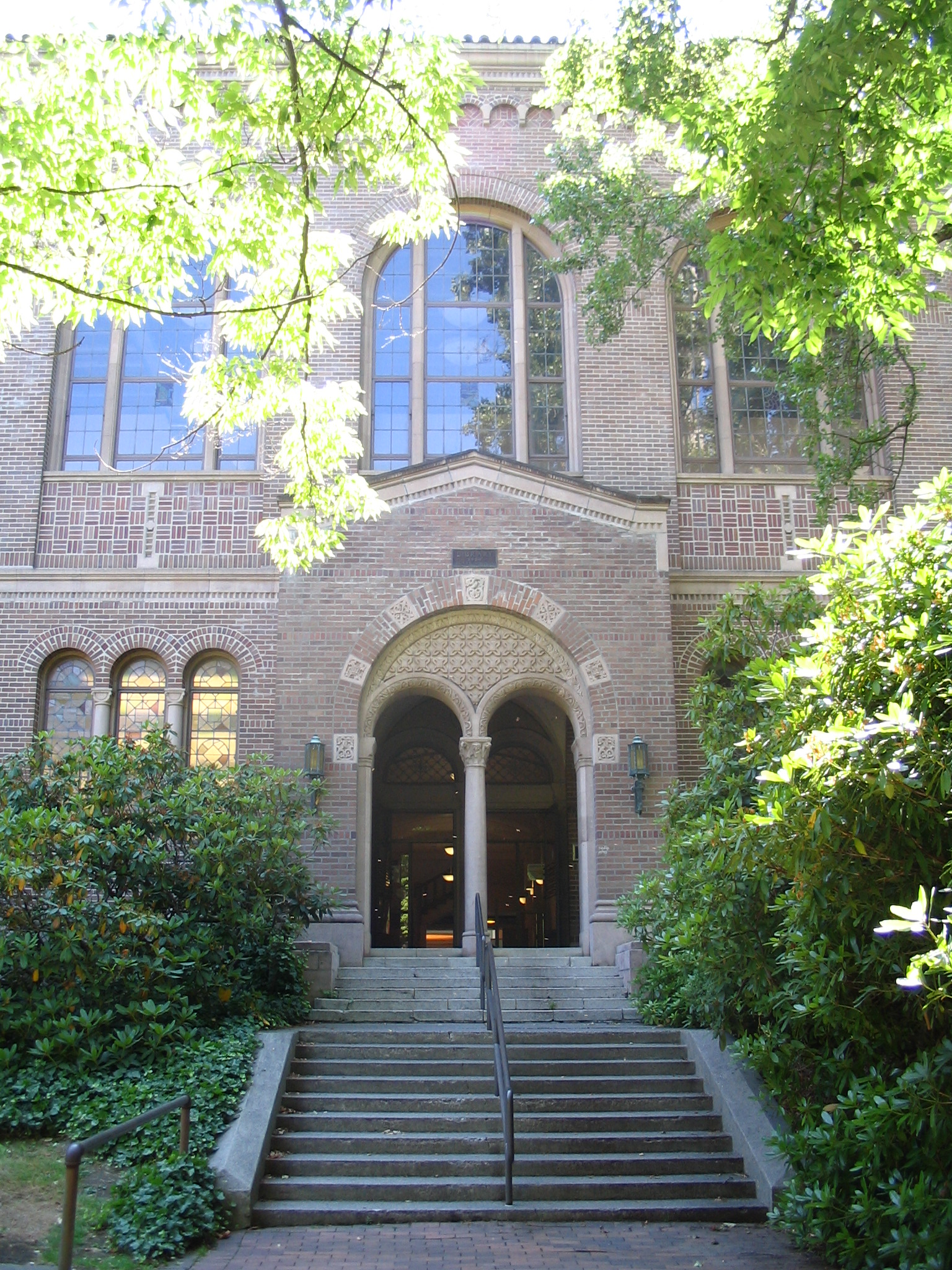
A Wilson Könyvtár

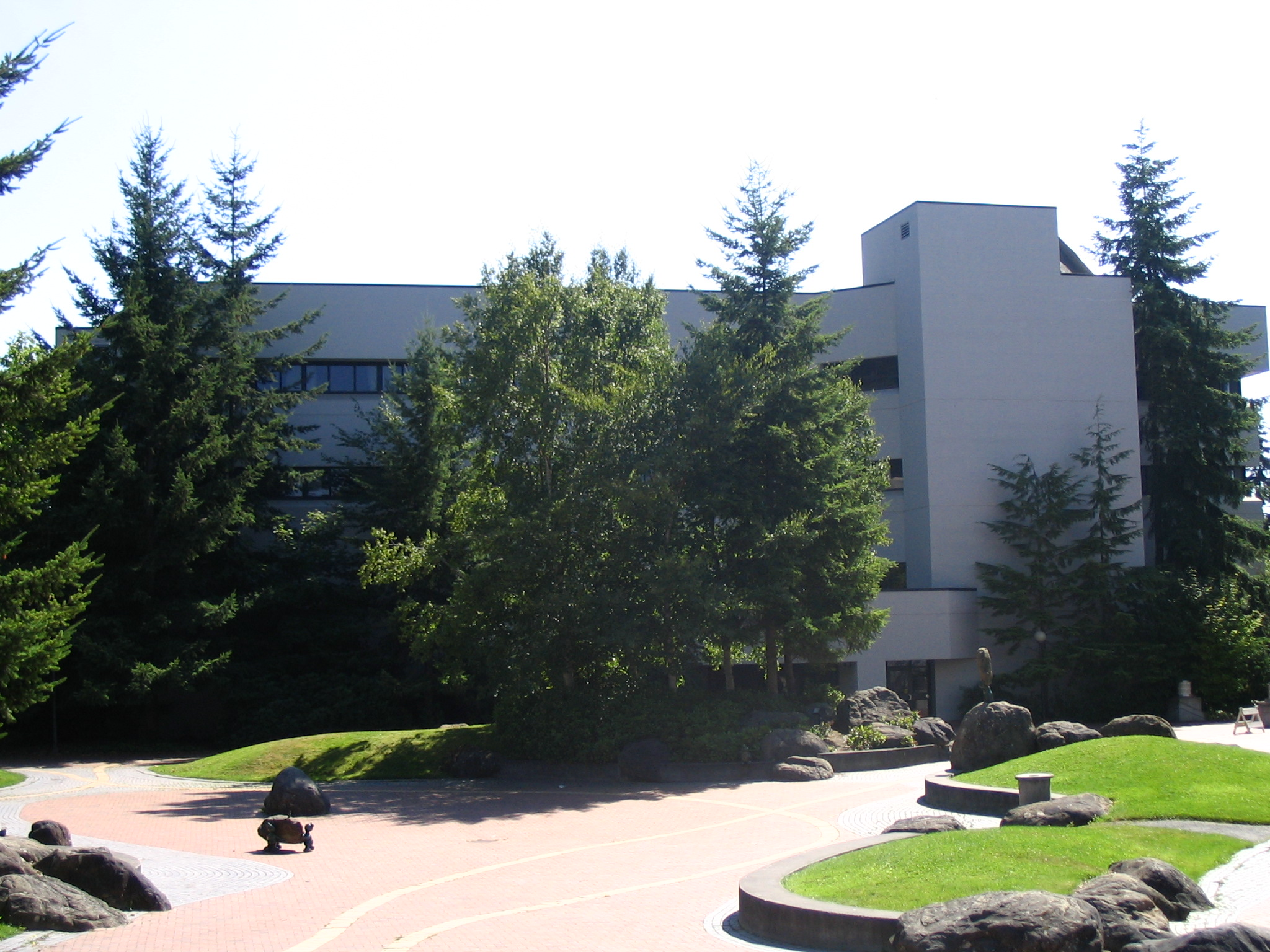
A Parks-csarnok, az Üzleti- és Gazdaságtudományi Főiskola épülete

A Nyugat-washingtoni Egyetem (Western Washington University, WWU) egy az Amerikai Egyesült Államok északnyugati részén, a Washington állambeli Bellinghamben található, 1893-ban alapított állami fenntartású felsőoktatási intézmény.

## Történet
Az intézmény jogelődje a Phoebe Goodell Judson által 1886-ban alapított Northwest Normal School, amely elsődlegesen egy nők számára alapított tanárképző volt, viszont férfiakat is felvettek. Később az iskola New Whatcomba (a mai Bellingham) költözött, ahol William R. Moultray és George Judson (Phoebe fia) erőfeszítéseinek hála. John McGraw kormányzó rendeletével 1893. február 24-én létrejött a New Whatcom Normal School, melynek első, 1899-es évfolyamára 88-an iratkoztak be.
Az egyetem korábban többször is nevet változtatott: 1901-től az intézménynek otthont adó város nevének módosítása miatt a State Normal School at Whatcom, 1904-től Whatcom és Fairhaven települések egyesülése miatt a Washington State Normal School at Bellingham elnevezést viseli; 1937-től az intézmény a négy éves képzési formára való váltással Western Washington College of Education néven működött tovább, 1961-től pedig a Western Washington State College elnevezést viselte. Az iskola mai nevét 1977-ben vette fel.
Az 1960-as években a hallgatók száma háromezerről tízezer fölé emelkedett. 1967-ben megalapult az Interdiszciplináris Tanulmányok Fairhaven Főiskolája, amely nemhagyományos oktatási módszereit az olympiai Evergreen Állami Főiskola is követni kezdte. Két évvel később megalapult a Huxley Környezeti Főiskola, amely az USA első környezetkutatási felsőoktatási intézménye; az iskola megalapításával tovább erősödött a WWU klaszterek szerinti rendeződése. Ugyanezen év tavaszán a hallgatók a lapok címlapjaira kerültek, mivel a vietnámi háború elleni tiltakozásként lezárták az Interstate 5-öt. Ugyanezen évben, 1969-ben megalapították az Etnikai Tanulmányok Főiskoláját, azonban a heves tiltakozások miatt ezt 1975-ben megszüntették.
1973-ban létrehozták a Művészettudományi Főiskolát, amelyet két részre osztottak: a Bölcsészet- és Társadalomtudományi Főiskolára, illetve a 2003-ban létrejött Tudományos és Technológiai Főiskolára. 1975-ben a művészeti tanszékek egybefogásával létrejött a Képző- és Előadó-művészeti Főiskola, 1976-ban pedig megalapították az Üzleti- és Gazdaságtudományi Főiskolát. Az egyetem az 1999–2000-es tanévben ünnepelte fennállásának századik évfordulóját.
Az intézmény több mint tizenhatezres hallgatói létszámával a Washingtoni Egyetem (43 ezer fő) és a Washingtoni Állami Egyetem (26 ezer fő) után a harmadik a diákok szerinti rangsorban.

## Székhely
Az intézmény a washingtoni Bellinghamben, a Bellingham-öböl és a Szent Juan-szigetek közelében fekvő, nyolcvanezer lakosú településen található. Az egyetem Seattle-től 140 km-re északra, Vancouvertől 89 km-re délre, a Baker-hegytől egy órára, az Interstate 5 közelében helyezkedik el.
Az iskola területe 87 hektár, amely magában foglalja az egyetem és a város által közösen üzemeltetett, 15 hektáros Sehome-dombi Arborétumot. A WWU területén elektronikuszene-stúdió, légszennyezettség-mérő, gépjármű-kutató-, illetve tengerészeti laboratórium, szélcsatorna, elektronmikroszkóp és neutrongenerátor is található. A Gépjármű-kutatási Intézetben folyó munka alapján az Automobile Magazine szerint a Nyugat-washingtoni Egyetem az ország első számú járműtervezési oktatóhelye. A fő kampusz mellett az intézményhez tartozik még az anacortesi Shannon Point Tengerészeti Központ, a Whatcom-tó melletti 6,1 hektáros Lakewood telephely, illetve a Whatcom megye tulajdonában álló épületben működő környezeti és vízi kutatóhely.

### Az egyetem szobrai
Az intézmény kültéri szoborparkja 36 darab, 1960-ban felállított műalkotást tartalmaz. A díjnyertes gyűjtemény hetvenhét hektáron terül el; a megvalósítást Washington állam művészeti bizottsága, valamint a Nemzeti Művészeti Alap finanszírozta. A nagyméretű műtárgyakat James FitzGerald, Isamu Noguchi, Robert Morris, Mark di Suvero, Anthony Caro, Nancy Holt, Beverly Pepper, Richard Serra, Donald Judd, Bruce Nauman és más művészek készítették.

## Oktatás
A WWU-t az Egyetemek és Főiskolák Északnyugati Bizottsága, a Zeneiskolák Nemzeti Szövetsége, a Pihenés és Parkok Nemzeti Szervezete, az Amerikai Beszéd- és Hallásügyi Szövetség, a Tanárképzés Akkreditációjának Nemzeti Bizottsága, a Számítástudományi Akkreditációs Bizottság, a Mérnöki Tudományok Akkreditációs Bizottsága, az Amerikai Kémiai Társaság, a Felsőfokú Üzleti Iskolák Szervezete, a Tanácsadói és Kapcsolódó Oktatási Programok Akkreditációs Tanácsa, valamint a Tervezési Akkreditációs Bizottság ismerte el.
A szakképesítési ösztöndíjprogram ötezer dollár értékig nyújt támogatásokat, amelyeket jelentkezés útján ítélnek oda. A más nyugati államok főiskoláin kiemelkedő teljesítményt nyújtó elsőévesek a Nyugat-washingtoni Egyetemen kedvezményesen tanulhatnak, amely megegyezik a harmincezer dolláros négy éves képzéssel.
2013-ban a US News adatai alapján a mesterképzést nyújtó északnyugati főiskolák között az első, 2019-ben pedig a nyugatiak között pedig a huszonegyedik; az intézményen kívül a nyugati egyetemeken kívül csak egy állami fenntartású volt. A besorolásban található iskolák nem kínálnak doktori képzéseket (72%-os felvételi arány). A 2013 és 2014-es években a közepes felsőoktatási intézmények rangsorában a békefenntartók között szolgáló öregdiákok számában a WWU volt az első. A US News portál értékelései szerint 2019-ben az egyetem a második legjobb állami fenntartású egyetem a Kaliforniai Politechnikai Állami Egyetem után.

### Oktatási területek
A Nyugat-washingtoni Egyetem számos BSc, MSc, MA, MEd (oktatás), MAT (tanárképző), MBA, MAcc (számvitel) és MM (zene) képzést kínál, amelyek az alábbi rend szerint csoportosulnak:
- Üzleti- és Gazdaságtudományi Főiskola
  - Ellátásilánc-menedzsment
  - Könyvelés
  - Közgazdaságtan
  - Pénzügyek és marketing
  - Szervezeti működés
- Képző- és Előadó-művészeti Főiskola
  - Képi művészet
  - Színházművészet
  - Tánc
  - Tervezés
  - Zene
- Bölcsészet- és Társadalomtudományi Főiskola
  - Társadalom- és viselkedéstudományok
    - Antropológia
    - Kommunikációs tudományok és -rendellenességek
    - Közösségi egészség
    - Pszichológia
    - Szociológia
    - Testnevelés, egészség és pihenés
    - Viselkedési idegtudomány

  - Bölcsészettudományok
    - Angol nyelv
    - Filozófia
    - Kommunikáció
    - Modern- és klasszikus nyelvek
    - Nyelvészet
    - Szabad bölcsészet
    - Történelem
    - Újságírás
- Mérnöki Tudományok Főiskolája
  - Biológia
  - Felsőfokú anyagtudomány
  - Fizika és csillagászat
  - Formatervezés
  - Geológia
  - Kémia
  - Matematika
  - Számítástudomány
  - Tudomány, matematika és technológia
- Interdiszciplináris Tanulmányok Fairhaven Főiskolája
  - Amerikai kultúrai tanulmányok
  - Jog, sokszínűség és igazság
- Továbbképző Iskola
- Huxley Környezeti Főiskola
  - Környezettanulmányok
  - Környezettudományok
- Woodring Tanárképző Főiskola
  - Alap- és középfokú oktatás
  - Speciális oktatás
  - Szolgáltatások és rehabilitáció
  - Vezetőképzés
- Iskolafüggetlen programok
  - Kanadai–amerikai tanulmányok
  - Kelet-ázsiai tanulmányok
  - Nemzetközi tanulmányok
  - Oceanográfia
  - Ösztöndíjprogram

#### Nevezetes képzési területek
- A Philosophical Gourmet Report szerint a Western Washington University filozófiai tanszéke az ország hét legjobbjának egyike a filozófia BA képzést kínáló intézmények között.[20]
- A Járműkutatási Intézet „ipari technológiák a járműtervezésben” BSc-képzése a világ legjobbja kíván lenni; a program a teljes tervezés és -gyártás témakörére, illetve azon belül az energiaforrásokra (köztük a megújulókra is), átvitelekre, karosszéria-tervezésre és a komponens anyagokra koncentrál.[21]
- A Kanadai–amerikai Tanulmányok Központja az USA oktatási hivatala által elismert két, a Kanadával kapcsolatos témákkal is foglalkozó Nemzeti Tudásközpont egyike.[22]
- Az 1969-ben alapított Huxley Környezeti Főiskola az ország első, környezettanulmányokkal és -politikával foglalkozó intézete.

### Kutatóintézetek és laboratóriumok

#### Üzleti- és Gazdaságtudományi Főiskola
- Gazdaságtudományi- és Üzleti Kutatóközpont[23]
- Gazdasági- és Pénzügyi Oktatóközpont[24]
- Oktatásfejlesztési Központ[25]
- Operációkutatási és -kezelési Tudományok Központja[26]
- Nemzetközi Üzleti Központ[27]
- Kisvállalkozás-fejlesztési Központ[28]
- Számviteli Tanszék[29]

#### Bölcsészet- és Társadalomtudományi Főiskola
- Határpolitikai Kutatóintézet[30]
- Kultúraközi Kutatóközpont[31]
- Csendes-óceáni Tanulmányok Központja[32]
- Teljesítménybeli Kiválóság Központja[33]
- Kritikus Helyzetek Intézete[34]
- Demográfiakutatási Laboratórium[35]
- Angol Tanszék[36]
- Vezetőképző Intézet[37]

#### Mérnöki Tudományok Főiskolája
- Felsőfokú Anyagtudományi Mérnöki Központ[38]
- Internet-tanulmányi Központ[39]
- Járműkutatási Intézet[21]

#### Huxley Környezeti Főiskola
- Vízgyűjtés-tanulmányi Intézet[40]
- Huxley Téralkotási Intézet[41]
- Környezet-toxikológiai Intézet[42]
- Ellenállóképesség-kutató Intézet[43]

#### Iskolafüggetlen programok
- Oktatási Fejlesztés és -Értékelés Központja[44]
- Shannon Point Tengerkutató Központ[45]
- BRAIN Viselkedési Idegtudományok Programja[46]
- Energiatanulmányok Intézete[47]

#### A Washingtoni Egyetemmel együttműködve fenntartott központok
- Folyamatos oktatás és -Rehabilitáció Központja[48]
- Oktatási Adatok és -Kutatások Központja[49]

## Hallgatói önkormányzat
Az intézmény hallgatóinak képviseletét az Associated Students of Western Washington University látja el, amely a programok szervezéséért, a sportért és bizonyos létesítmények üzemeltetéséért felelős.
A hallgatói önkormányzat célja az azonos érdeklődési kör mentén csoportosuló hallgatók támogatása pénzzel és szolgáltatások nyújtásával, valamint az egyes klubok fejlődését és nyomon követését is segítik. Az egyetemen jelenleg több mint kétszáz klub működik, amelyek a következő kategóriák egyikébe tartoznak: művészetek és zene, kultúra, politika, speciális érdeklődési körök, szervezetek, korlátozott tagság, vallás, valamint pihenés.

## Sport
A WWU 1998 szeptembere óta a National Collegiate Athletic Association 2-es divíziójának tagja. A 2011–12-es idényben tizenhárom válogatott sportágban (öt férfi és nyolc női) körülbelül 350 hallgató játszott; ugyanezen évben a Sports Director’s Cup nemzeti kupán a 350 résztvevő 2-es divíziójú csapat közül hetedikek lettek, amely az iskola történetének második legjobb eredménye. Az egyesület a 2008–09-es évadban tizedik, a 2009–10-esben hatodik helyen végzett. Az egyetem egymás után nyolcszor szerepelt a legjobb ötven csapat között, valamint NCAA-tagságuk óta minden alkalommal bekerültek a Top 100 közé.
2010–11-ben a Vikings egyhuzamban harmadszor, összesen nyolcadszor nyerte meg a Great Northwest Athletic Conference All-Sports bajnokságot, ahol röplabdában, férfi- és női golfban győztek, valamint megnyerték a szezonális női kosárlabda-bajnokságot is. A Northwest Collegiate Rowing Conference kupát megnyerő egyesület férfi- és női cross-countryban, férfi- és női kültéri tornában, férfi beltéri tornában és softballban második lett.
A Vikings a NAIA 1998-as nemzeti softball-bajnokságán első helyezett lett, továbbá megnyerték a 2005, 2006, 2007, 2008, 2009, 2010, 2011 évek nőievezés-bajnokságait, a 2012-es férfi kosárlabdaversenyt, 2016-ban pedig női labdarúgásban győztek; a WWU az előbbieken felül még több önálló nemzeti atlétika-bajnokságon is győzelmet aratott.

## Nevezetes személyek

### Oktatók
- Christopher Wise – angol[51]
- Edward J. Vajda – modern- és klasszikus nyelvek[52]
- Jeff Carroll – pszichológia[53]
- Richard Purtill – filozófia (Professor Emeritus)[54]
- Suzanne Paola – angol[55]

### Öregdiákok
- Agnes Martin – minimalista művész[56]
- Ben Gibbard – a Death Cab for Cutie és a Postal Cutie fő énekese és gitárosa[57]
- Christopher Irvin – tanár, tanácsadó és viselkedésterapeuta[58]
- Darril Fosty – szerző és dokumentarista[59]
- Dougls S. Masey – szociológus, a Princetoni Egyetem professzora, valamint a Pennsylvaniai Egyetem adjunktusa[60]
- Eric Dinerstein – a WWF vezető tudósa[61]
- Harrison Mills és Clayton Knight – az ODESZA együttes alapítói[62]
- Hiro Yamamoto – a Soundgarden alapítója és basszusgitárosa[63]
- Jessica Hopkins – a Seattle Mist korábbi játékosa, jelenleg edzőhelyettese, valamint személyi edző[64]
- Jesse Dean Moore – az Obama-adminisztráció beszédírója és közhasznúsági igazgatója[65]
- Mike Duncan – a The History of Rome podcast szerzője[66]
- Richard Barlow – hírszerző tiszt[67]
- Robert Angel – a Pictionary játék megalkotója[68]
- Ryan Couture – korábbi UFC-bajnok kevert harcművész, Randy Couture fia[69]
- Sarah Crouch – hosszútávfutó[70]
- T. J. Martin – Oscar- és Grammy-díjas, az Undefeated rendezője[71]

## Fordítás
Ez a szócikk részben vagy egészben  a   Western Washington University című angol Wikipédia-szócikk ezen változatának fordításán alapul.  Az eredeti cikk szerkesztőit annak laptörténete sorolja fel. Ez a jelzés csupán a megfogalmazás eredetét és a szerzői jogokat jelzi, nem szolgál a cikkben szereplő információk forrásmegjelöléseként.